# Lubomír Typlt

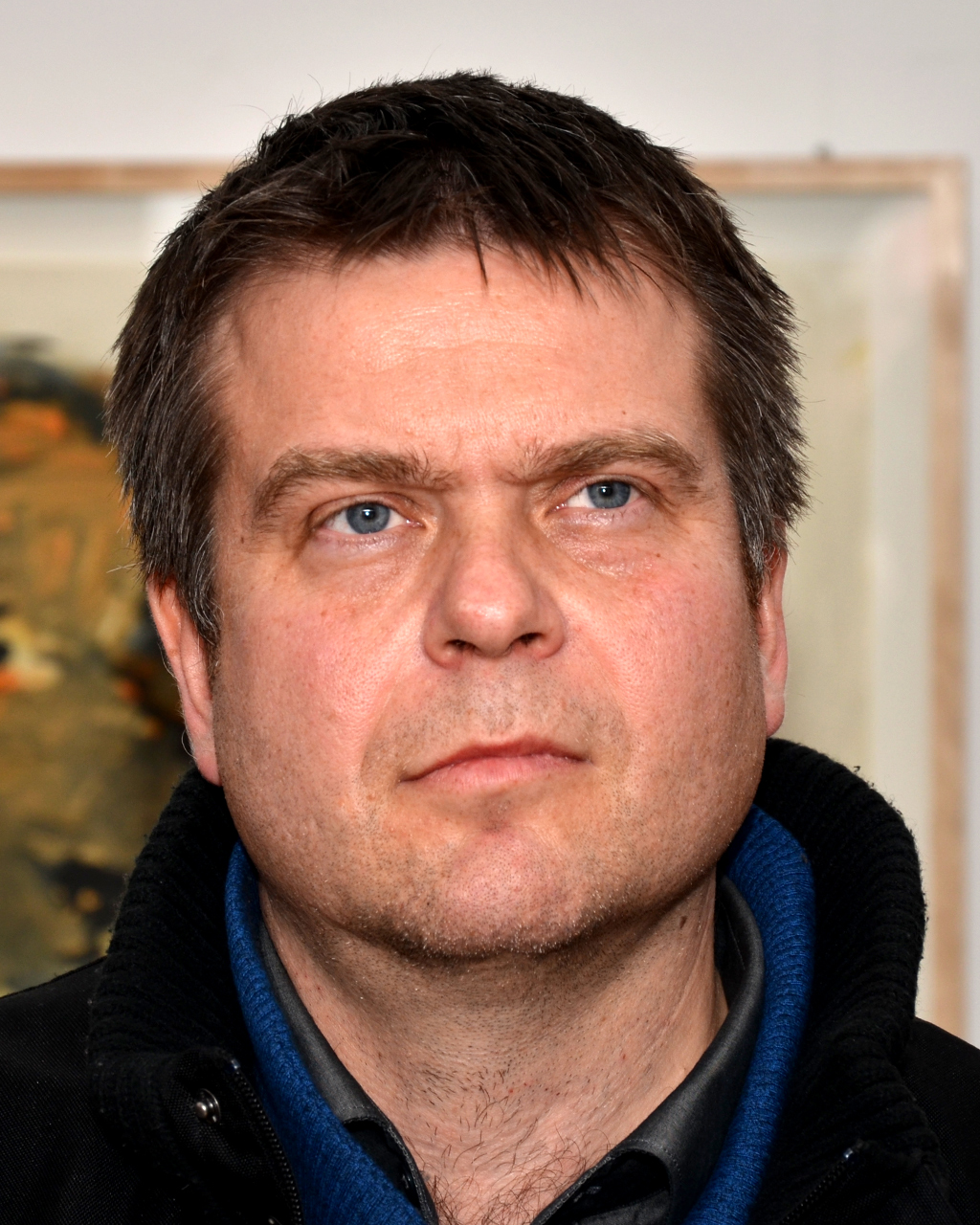
Lubomír Typlt, 2015

Lubomír Typlt (* 6. Juni 1975 in Nová Paka, Tschechoslowakei) ist ein tschechischer Maler und Bildhauer. Nebenbei schreibt er Texte für die tschechische Hip-Hop Band WWW Neurobeat.

## Leben
Von 1993 bis 1997 studierte Typlt Illustration bei Jiří Šalamoun an der Akademie für Kunst, Architektur und Design Prag. 1997 wechselte er an die Fakultät für Bildende Künste der Technischen Universität Brünn, um bei Jiří Načeradsky ein Malereistudium zu beginnen, das er 2001 abschloss. Parallel zum Malereistudium in Brno studierte er ab 1998 auch an der Kunstakademie Düsseldorf in den Klassen von Markus Lüpertz, Gerhard Merz und schließlich A. R. Penck. 2004 schloss er das Studium bei A. R. Penck mit dem Titel Meisterschüler ab.
Er lebte im Anschluss an sein Studium einige Jahre in Berlin, wo er zum Beispiel in der Galerie Michael Schultz ausstellte.
2009 kehrte er nach Prag zurück und gilt heute als einer der bekanntesten tschechischen Maler seiner Generation.
Er hat zwei Ateliers: eines in der Gemeinde Pičín und eines in Prag.

## Malerisches Werk
Typlts farbintensive, figürliche Malerei wird als expressiv und die Gemüter bewegend beschrieben. Der Kunsthistoriker Christoph Tannert beschreibt seinen Stil im Text zu Typlts Einzelausstellung Somnambul wie folgt:
„Mit gänsehautproduzierenden Szenarien malt Typlt an gegen das allgemeine Augenschließen. Ein bewusst herber, geräuschvoller, ungefälliger Touch ist nicht zu übersehen. Es geht um bildnerisches Reibungspotential.“
Typlt variiert verschiedene Motivgruppen, wobei er vornehmlich heranwachsende Mädchen oder Jungen malt, die er in rätselhaften Szenerien miteinander in spannungsgeladene Beziehungsgeflechte setzt. Der Maler gibt dabei keine Deutung vor, sondern fordert den Betrachter heraus, eigene Interpretationen zu finden. Typische geheimnisvolle Bildelemente, die in Typlt Bildwelt wiederholt auftauchen, sind überdimensionale Augäpfel, die sich den Figuren wie Bälle oder Kanonenkugeln in den Weg stellen, wehende, die Gesichter verdeckende Haare oder Alltagsgegenstände wie Nudelhölzer und Gießkannen.

## Publikationen (Auswahl)
- Typlt, Levitation, Karel Srp, 2023, ISBN 978-80-7215-712-9
- Dancing Pentagon, Jane Neal, 2021, ISBN 978-80-7641-026-8
- Christoph Tannert: Somnambul. Hrsg.: Christiane Bühling-Schultz. Kerber Verlag, Bielefeld 2020, ISBN 978-3-7356-0747-8, S. 84.

## Einzelausstellungen (Auswahl)
- 2023: Levitation, Villa Pellé, Prag[3][4]
- 2021: Dancing Pentagon, Aleš Südböhmische Galerie, Hluboká an der Moldau
- 2020: Somnambul, C&K Galerie, Berlin[5]
- 2017: 370° of a Circle, DSC Gallery, Prag
- 2016: Galerie Oneiro, Paris
- 2013: Düster ist die Nacht, Galerie Poll, Berlin
- 2012: Galerie der Hauptstadt Prag, Ticking Man